# Metalectra ceyx
Metalectra ceyx là một loài bướm đêm trong họ Erebidae.